# Рахманінов Сергій Васильович
Сергі́й Васи́льович Рахма́нінов (20 березня (1 квітня) 1873, Семьоново, Новгородська губернія, Російська імперія — 28 березня 1943, Беверлі-Гіллз, Каліфорнія, США) — композитор, піаніст і диригент російського походження, один із яскравих представників фортепіанного мистецтва. Відіграв визначну роль у формуванні Київської консерваторії.

## Біографія
Народився 1 квітня 1873 року в дворянській родині в Староруському повіті Новгородської губернії в маєтку Онег. Рід Рахманінових, імовірно, сягає онука молдовського правителя Стефана Великого — Василя, прозваного Рахманіним. У сім'ї Рахманінових було шестеро дітей, Сергій став третьою дитиною.

### Ранні роки
Проявивши інтерес до музики вже в чотири роки, навчався гри на фортепіано, а в дев'ять років (1882) вступив на фортепіанний відділ Санкт-Петербурзької консерваторії. З 1885 року продовжував навчання в Московській консерваторії у Миколи Звєрєва. Згодом, з 1888 року, навчається в Олександра Зілоті (фортепіано), Антона Аренського (композиція, музична теорія), та Сергія Танєєва (контрапункт строгого стилю). Серед однокласників Рахманінова був майбутній композитор Олександр Скрябін.
У 13-річному віці представлено Петру Чайковському, який пізніше відіграв важливу роль у житті молодого музиканта. Впродовж навчання у консерваторії Сергій Рахманінов написав Перший фортепіанний концерт, низку романсів (зокрема, «В молчанье ночи тайной»), п'єси для віолончелі і для фортепіано, зокрема Прелюдію до-дієз мінор, яка принесла композитору всесвітню славу. Дипломною роботою Рахманінова стала опера «Алєко» (1892) — перша опера Рахманінова, яка згодом також здобула всесвітню славу.
У 1891 році закінчив консерваторію із золотою медаллю піаністом та у 1892 році — композитором. Згодом вирушив у велике концертне турне Російською імперією піаністом-солістом і акомпаніатором. У 20-річному віці він став викладачем фортепіано у московському Маріїнському жіночому училищі, в 24 роки — диригентом Московської російської приватної опери Сави Мамонтова (протягом одного сезону 1897–98).

### Молоді роки
15 березня 1897 року відбулася прем'єра Першої симфонії Рахманінова, оркестром диригував Олександр Глазунов. Виконання було вкрай невдалим і симфонія не була сприйнята слухачами. Невдала прем'єра мала трагічні наслідки для С. Рахманінова — вона спричинила серйозну психічну кризу і на три роки практично повністю перервала творчу діяльність композитора. Партитура Першої симфонії була загублена і лише наприкінці 1940-х років відновлена Б. Г. Шальманом з оркестрових голосів, що збереглися в фондах М. П. Бєляєва.

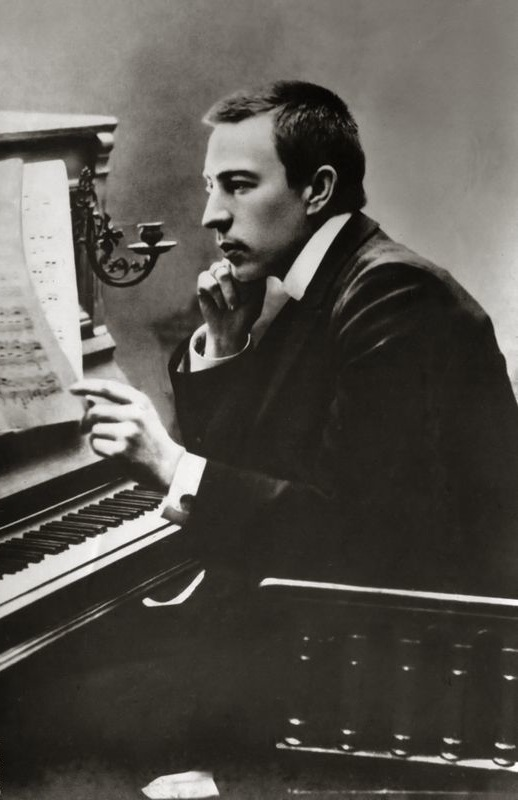
Сергій Рахманінов біля фортепіано, початок 1900-х років

Тоді Рахманінов познайомився з Федором Шаляпіним, з яким вони неодноразово разом виступали, а також спілкувався із Антоном Чеховим та Іваном Буніним. У 1899 році Рахманінов уперше виступив за межами Російської імперії — в Лондоні, і у тому ж році відбулось успішне виконання його опери «Алеко» (на святкуваннях до 100-річчя з дня народження Пушкіна).
Але творча криза тривала, і лише допомога досвідченого психіатра-гіпнотизера і скрипаля М. В. Даля (1860—1939) сприяла його виходу з хворобливого стану. Першим твором, що ознаменував вихід з творчої кризи, став написаний у 1901 році Другий фортепіанний концерт, який мав великий успіх, а згодом став одним з найпопулярніших фортепіанних концертів у світовій музичній літературі.
Незабаром Сергій Рахманінов прийняв запрошення на місце диригента в московському Большому театрі. Після двох сезонів вирушив у мандрівку Італією (1906), потім на три роки поселився в Дрездені, щоб повністю присвятити себе композиції. У 1909 році Рахманінов здійснив велике концертне турне у США і Канаді, виступаючи піаністом і диригентом. У 1912 р. Рахманінов став диригентом симфонічних концертів Московського філармонічного товариства й з неймовірним успіхом провів сезон, в одному з концертів якого була виконана його симфонічна поема «Дзвони».

### Рахманінов в Україні

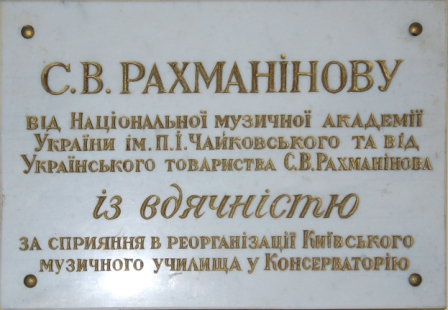
Меморіальна дошка Сергію Рахманінову в приміщенні Київської консерваторії.

Творчий шлях неодноразово перетинався з культурно-мистецьким життям Києва та інших міст України. 18 жовтня 1893 року в Київському оперному театрі Сергій Рахманінов диригував своєю першою оперою — «Алєко». У рік київської прем'єри «Алеко» були видані романси Рахманінова за творами Тараса Шевченка у вільному перекладі російського поета Олексія Плещеєва — «Дума» й «Полюбила я на печаль свою». Менш відомою є обробка Сергія Рахманінова української народної пісні «Чоботи» для хору а капела. Ця обробка так і не була видана, її рукопис залишається в архіві у Москві.
У 1910 році С. Рахманінов був відряджений Імператорським російським музичним товариством до Києва для ознайомлення зі станом справ у Київському музичному училищі. У своєму листі Головній дирекції ІРМТ від 19 квітня 1910 р. Рахманінов зазначав:

| «Оскільки моя поїздка до Києва була пов'язана з клопотанням Київського училища про перейменування в консерваторію, то одразу ж додам, що я вважаю це клопотання цілком виправданим і сам охоче до нього приєднуюся... Постановка справи в училищі таку реформу виправдовує»[12] |
Згодом (у 1913), музичне училище було реформоване у консерваторію.
Перебуваючи у Києві Рахманінов, на прохання свого друга та колеги музикознавця Олександра Оссовського, прослухав молоду співачку — киянку Ксенію Держинську. Розпізнавши у дівчині справжній талант, Рахманінов зробив багато для формування творчого шляху видатної оперної співачки.
С. Рахманінов неодноразово здійснював гастрольні тури в Україні. Зокрема у жовтні 1914 року С. Рахманінов дав концерти у кількох українських містах: у Києві, 21-го — в Одесі, 24-го — в Кременчуці, 25-го — в Полтаві, 26-го — в Харкові, 28-го — в Катеринославі.

### Виїзд за кордон

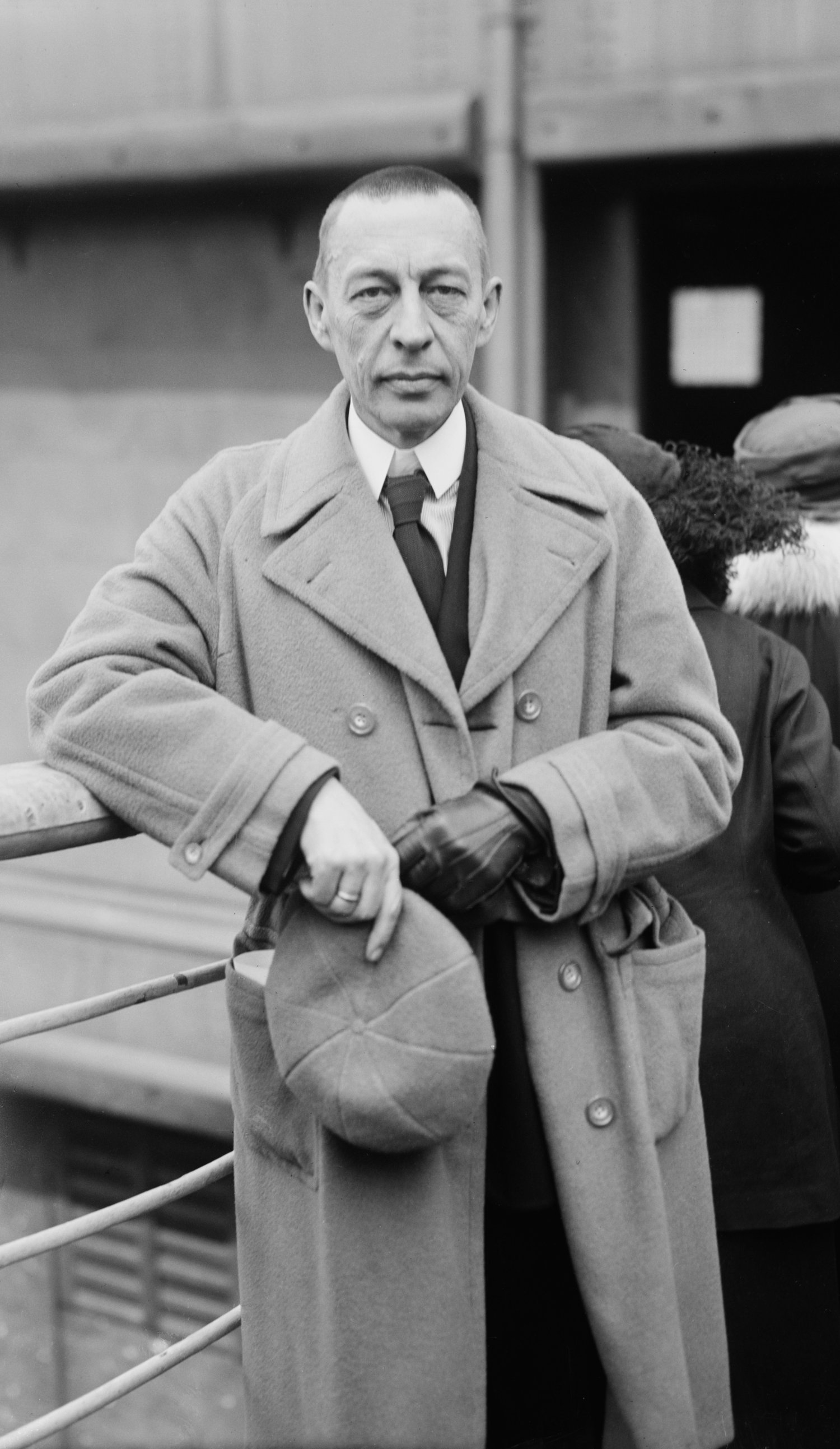
С. Рахманінов

За спогадами двоюрідної сестри композитора, С. А. Сатіної, Рахманінов радісно сприйняв лютневу революцію, проте подальші події та безсилля Тимчасового уряду викликали у композитора почуття розпачу і тривоги.
Події жовтневого перевороту змусили Рахманінова ухвалити рішення залишити батьківщину. На думку С. Рахманінова, Жовтневий переворот став «кінцем старої Росії», з поламанням старого ладу «мистецтва як такого бути не може», а життя без мистецтва для Рахманінова було б «безцільним».
22 грудня С. Рахманінов з дружиною та двома дочками спішно від'їхав до Стокгольма.

### За кордоном
Упродовж 1918 року Рахманінов гастролював у країнах Скандинавії, а 10 листопада 1918 року оселився з сім'єю в Нью-Йорку та почав інтенсивну гастрольну діяльність, що тривала 25 років. У виборі роялів С. Рахманінов надавав перевагу фірмі Steinway & Sons, перші грамофонні записи С. Рахманінова здійснила фірма Томаса Едісона, а з 1920 року — Victor Talking Machine Company. Окрім сольних концертів, Рахманінов упродовж багатьох років акомпанував російському басу Федору Шаляпіну. Він мав безпосередньо великий вплив на його творче зростання та формування як співака.
Через щільний графік гастролей Рахманінов аж до 1926 року не писав значних творів;, таким чином, композиторська пауза тривала близько 10 років. Лише в 1926–27 роках з'явилися нові твори: Четвертий концерт для фортепіано з оркестром та Три російські пісні. Загалом упродовж життя за кордоном Рахманінов створив усього 6 творів, однак усі вони належать до вершин світової музики.
У 1941 році С. Рахманінов закінчив свій останній твір — «Симфонічні танці». Останні роки Рахманінова були затьмарені смертельною хворобою (меланома). Однак попри це, він продовжував концертну діяльність, припинену лише незадовго до смерті. Під час Другої Світової війни грошовий збір від одного зі своїх концертів передав у Фонд оборони СРСР зі словами: «Від одного з росіян посильна допомога російському народу в його боротьбі з ворогом. Хочу вірити, вірю в повну перемогу».
Помер Сергій Васильович 28 березня 1943 року в Беверлі Гіллз (штат Каліфорнія), похований на цвинтарі Кенсіко, що неподалік Нью-Йорка.

## Творчий стиль
Стиль Рахманінова, що виріс із пізнього романтизму, згодом зазнав значної еволюції: подібно до сучасників — Олександра Скрябіна та Ігоря Стравінського — Рахманінов принаймні двічі (після творчої кризи 1900 та після 1926) кардинально оновлював стиль своєї музики. Зрілий та, особливо, пізній стиль Рахманінова виходить далеко за межі постромантичної традиції («подолання» якої почалося ще в ранній період), і в той же час не належить жодній із стильових течій музичного авангарду XX ст. Творчість Рахманінова, таким чином, стоїть особняком в еволюції світової музики XX століття: увібравши багато досягнень імпресіонізму й авангарду, стиль Рахманінова залишився неповторно індивідуальним і своєрідним, що не має аналогів у світовому мистецтві (крім наслідувачів і епігонів). У сучасному музикознавстві часто використовується паралель із Л. ван Бетховеном: якщо Бетховен в своїй творчості виходить далеко за межі віденського класицизму, не примкнувши при цьому до романтиків і залишившись далеким від романтичного світогляду, то Рахманінов виходить далеко за межі російської композиторської традиції, однак уникає впливів жодної з сучасних йому стильових течій. Творчість Рахманінова прийнято умовно ділити на три або чотири періоди: ранній (1889–1897), зрілий (його іноді ділять на два періоди: 1900–1909 й 1910–1917) і пізній (закордонний) (1918–1941).

### Ранній період

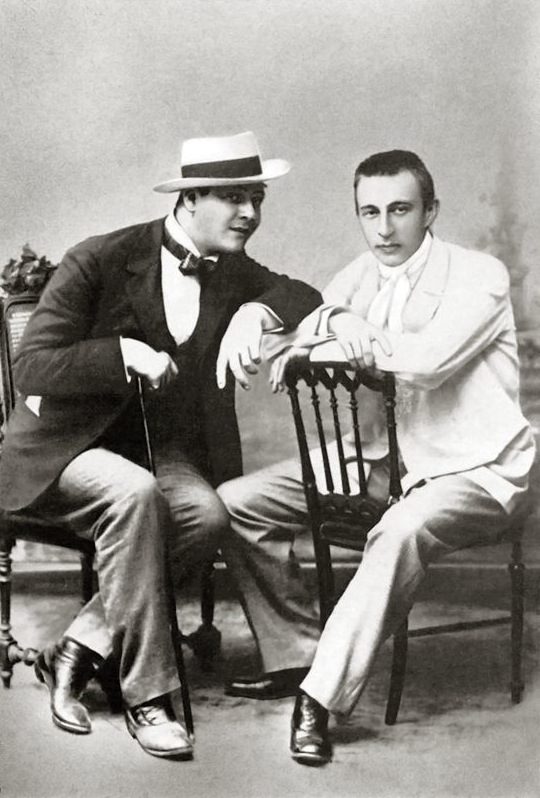
С. Рахманінов (праворуч) та Ф. Шаляпін, кінець 1890-х

Ранній період — починався під знаком пізнього романтизму, успадкованого головно через стиль Чайковського (Перший концерт, ранні п'єси). Однак уже в Тріо ре-мінор (1893), написаному в рік смерті Чайковського й присвяченому його пам'яті, Рахманінов дає приклад сміливого творчого синтезу традицій романтизму (Чайковський), «кучкистів», давньоросійської церковної традиції й сучасної побутової й циганської музики. Цей твір — один з перших у світовій музиці прикладів полістильових композицій — немов символічно проголошує наступність традиції від Чайковського — Рахманінову і вступ російської музики в новий етап розвитку. У Першій симфонії принципи стильового синтезу були розвинені ще більш сміливо, що й стало однією із причин її провалу на прем'єрі.

### Період зрілості
Період зрілості відзначений формуванням індивідуального, зрілого стилю, заснованого на інтонаційному багажі знаменного співу, російської пісенності й стилю пізнього європейського романтизму. Ці риси яскраво виражені в знаменитих Другому концерті та Другій симфонії, у фортепіанних прелюдіях ор.23. Однак починаючи із симфонічної поеми «Острів Мертвих» стиль Рахманінова ускладнюється, що було викликано, з одного боку, звертанням до теми символізму й модерну, а з іншого боку — перетворюванням досягнень сучасної музики: імпресіонізму, неокласицизму, нових оркестрових, фактурних, гармонічних прийомів. Центральний твір цього періоду — грандіозна симфонічна поема «Дзвони» для хору, солістів й оркестру, на слова Едгара По в перекладі К. Бальмонта (1913). Яскраво новаторський, насичений небувало новими хоровими й оркестровими прийомами, цей твір вплинув на хорову й симфонічну музику XX століття. Тема цього твору характерна для мистецтва символізму, для того етапу російського мистецтва й творчості Рахманінова: у ньому символічно втілені різні періоди людського життя, що підводить до неминучої смерті; апокаліптична символіка Дзвонів, що несе ідею Кінця світу, ймовірно вплинула на «музичні» сторінки роману Томаса Манна «Доктор Фаустус».

### Пізній період
Пізній — «закордонний» період творчості — відзначений винятковою своєрідністю. Стиль Рахманінова складається із цілісного сплаву різних, часом протилежних стилістичних елементів: традицій російської музики — і джазу, давньоросійського знаменного співу — і «ресторанної» естради 1930-х рр., віртуозного стилю XIX століття — і твердої токатності авангарду. У самій різнорідності стильових передумов укладений філософський зміст — абсурдність, жорстокість буття в сучасному світі, втрата духовних цінностей. Твори цього періоду відзначені загадковою символікою, поліфонією значень, глибоким філософським підтекстом.

### Виконавський стиль
Значення виконавської творчості Рахманінова не менш вагоме: піаніст став еталоном для багатьох поколінь піаністів різних країн і шкіл. Зокрема Рахманінова вважав своїм кумиром видатний піаніст В. Горовиць. Сам Рахманінов описував свій виконавський підхід в такий спосіб: «Інтерпретація вимагає творчого інстинкту. Якщо ви композитор, ви маєте спорідненість з іншими композиторами. Ви можете контактувати з їх уявою, знаючи дещо про їхні проблеми та ідеали. Ви можете надати їхнім творам кольору. Це найважливіше для мене в моїх інтерпретаціях - колір. Отже, ти робиш музику живою. Без кольору вона мертва"

## Пам'ять
Ім'я Сергія Рахманінова носять Ростовська консерваторія, Тамбовський музично-педагогічний інститут, Калінінградський музичний коледж, один із залів Московської консерваторії. Періодично проводяться конкурси піаністів імені Рахманінова у Москві та юних піаністів — у Тамбові, міжнародний фестиваль «С. Рахманінов та українська культура» — у Харкові.
У 1989 році у Києві було засноване товариство Рахманінова, яке очолив професор М. В. Синьков. Ім'я Рахманінова носить одна з київських вулиць на Біличах.

## Цікаві факти
- Мелодія популярної пісні All by Myself[en], яка з'явилася у 1975 році і стала популярною завдяки виконанню Селін Діон, була повністю запозичена її автором — американським музикантом Еріком Карменом — з Концерту № 2 для фортепіано з оркестром Рахманінова.
- Володимир Горовиць називав його своїм найкращим другом.[18]

## Повний список творів

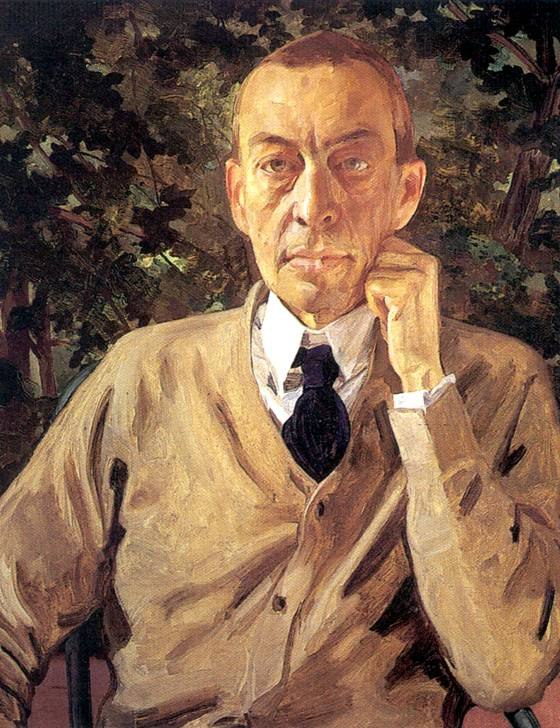
С. Рахманінов.
Портрет роботи К. А. Сомова

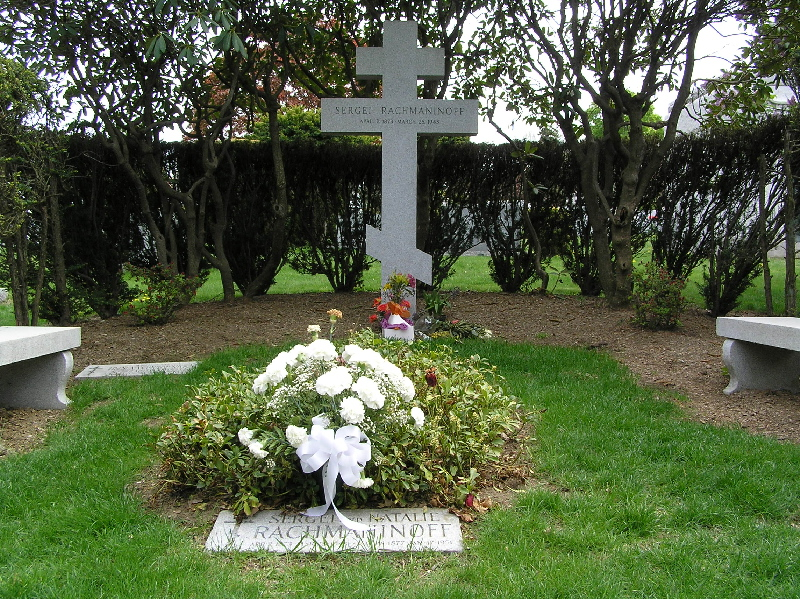
Могила Рахманінова на цвинтарі Цвинтар Kensico

в дужках — дата закінчення
- ор.1 — Концерт № 1 для фортепіано з оркестром (1890)
- ор.2 — Дві п'єси для віолончелі та фортепіано (1890)
- ор.3 — П'єси-фантазії для фортепіано (1891)
- ор.4 — Романси (1892)
- ор.5 — Сюїта № 1 для двох фортепіано (1892)
- ор.6 — Дві п'єси для скрипки і фортепіано (1893)
- ор.7 — Симфонічна фантазія «Круча» (рос. "Утёс") (1893)
- ор.8 — Романси (1894)
- ор.9 — Елегійне тріо № 2 для скрипки, віолончелі й фортепіано (1893)
- ор.10 — Салонні п'єси для фортепіано (1894)
- ор.11 — Шість п'єс для фортепіанного дуету (1894)
- ор.12 — Циганське капричіо (1895)
- ор.13 — Симфонія № 1 (1895)
- ор.14 — Романси (1897)
- ор.15 — Шість хорів для жіночих чи дитячих голосів (1897)
- ор.16 — Музичні моменти для фортепіано (1897)
- ор.17 — Сюїта № 2 для двох фортепіано (1900)
- ор.18 — Концерт № 2 для фортепіано з оркестром (1901)
- ор.19 — Соната для віолончелі й фортепіано (1900)
- ор.20 — Кантата «Весна» (1901)
- ор.21 — Романси (1902)
- ор.22 — Варіації на тему Шопена (1902)
- ор.23 — Прелюдії для фортепіано (1903)
- ор.24 — Опера «Скупий лицар» (1903)
- ор.25 — Опера «Франческа да Ріміні» (1904)
- ор.26 — Соната № 1 для фортепіано (1904)
- ор.27 — Симфонія № 2 (1907)
- ор.28 — Романси (1907)
- ор.29 — Симфонічна поема «Острів мертвих» (1908)
- ор.30 — Концерт № 3 для фортепіано з оркестром (1909)
- ор.31 — Літургія Івана Золотоустого (1911)
- ор.32 — Прелюдії для фортепіано (1910)
- ор.33 — Етюди-картини для фортепіано (1911)
- ор.34 — Романси (1911)
- ор.35 — «Дзвони», поема для солістів, хору і оркестру (1913)
- ор.36 — Соната № 2 для фортепіано (1913)
- ор.37 — «Всеношна» (рос. "Всенощное бдение") (1915)
- ор.38 — Шість віршів для голосу й фортепіано (1916)
- ор.39 — Етюди-картини (1917)
- ор.40 — Концерт № 4 для фортепіано з оркестром (1927)
- ор.41 — Три російські пісні для хору й оркестру (1928)
- ор.42 — Варіації на тему Кореллі для фортепіано (1929)
- ор.43 — Рапсодія на тему Паґаніні для фортепіано з оркестром (1935)
- ор.44 — Симфонія № 3 (1937)
- ор.45 — Симфонічні танці (1941)

Твори без опусу:
- Елегійне тріо № 1 (1891)
- Симфонічна поема «Князь Ростислав» (на сюжет балади О. К. Толстого) (1891)
- Опера «Алєко» (1892)
- 2 струнних квартети (1889, 1896)
- Хор «Панталей-цілитель» (1899)
- фортепіанні п'єса і транскрипції

### Вокальні твори, перекладені українською
- У перекладі Бориса Тена — Аріозо Ланчотто: З опери «Франческа да Ріміні»[19]
- У перекладі Максима Рильського — «Весняні води»[20]
- У перекладах Юрія Отрошенка[21]: «Бузок» («Сирень»), «Весняні води» («Весенние воды»), «Ніч печальна» («Ночь печальна»), «Нічого Бог забрати не забув» («Все отнял у меня»), «Полюбила я на печаль свою», «Сон», «Ти не співай мені сумних» («Не пой, красавица, при мне»), «Тут рай земний» («Здесь хорошо»), «У мене край вікна» («У моего окна»), «Я самотній ізнов» («Я опять одинок»).
- У перекладі Валентини Антонюк — «Острівець» («Островок»)
- У перекладі Валерія Яковчука — «Під брамою, де храм святий» (У врат обители святой)[22], «Смеркалось»[23], «Чекаю я» («Я жду тебя»)[24], «Христос Воскрес»[25], «Я нічого тобі не скажу»[26],
- У перекладі Максима Стріхи — опера «Франческа да Ріміні» (повністю)

## Музичні приклади
- С.Рахманінов, прелюдія №1 до дієз мінор в авторському виконанніⓘ
- С.Рахманінов, концерт №2 для ф-но з оркестром, перша частина, соліст -  авторⓘ
- С.Рахманінов, Етюд-картина ор.39 №6 ля мінор в авторському виконанніⓘ
- Ф.Ліст, Угорська рапсодія №2 у виконанні С.Рахманінова (1919р.)ⓘ
- М.А.Римський-Корсаков "Політ джмеля" з опери "Казка про царя Салтана"ⓘ, аранжування для фортепіано та виконання С.Рахманінова
- С.Рахманінов, Вокаліз ор.34 №14ⓘ, перекладення для терменвоксу і фортепіано, виконує Клара Рокмор (фрагмент)
- С.Рахманінов, Елегія, виконує Оксана Євсюковаⓘ

## Виноски
1. 1 2 3 4 5 6 7  Г. Риман Рахманинов // Музыкальный словарь: Перевод с 5-го немецкого издания / под ред. Ю. Д. Энгель — Москва: Музыкальное издательство П. И. Юргенсона, 1901. — Т. 3. — С. 1084.
2. ↑  Rachmaninoff, Sergei Vasilievich // The Enciclopædia Britannica — 12 — London, NYC: 1922. — Vol. XXXII Pacific Ocean Islands to Zuloaga. — P. 219.
3. ↑  Рахманинов Сергей Васильевич // Большая советская энциклопедия: [в 30 т.] / под ред. А. М. Прохорова — 3-е изд. — Москва: Советская энциклопедия, 1969.
4. ↑  Bibliothèque nationale de France BNF: платформа відкритих даних — 2011.
5. ↑  https://www.nytimes.com/1943/04/20/archives/rachmaninoff-will-filed-estate-except-2-pieces-of-land-in-germany.html
6. ↑  Find a Grave — 1996.
7. ↑  https://web.archive.org/web/20210104145806/https://www.lib.umd.edu/ipam/great-pianistic-traditions/early-russian-schools/early-russian-schools
8. ↑  http://www.teatrotorino.unito.it/index.php/stagione-1925-1926/109-1926-03-04-rappresentazioni-straordinarie-del-teatro-dei-balletti-romantici-russi
9. 1 2  Pas L. v. Genealogics — 2003.
10. ↑  Lundy D. R. The Peerage
11. ↑  Рахманинов И. «Исторические сведения о роде дворян Рахманиновых»
12. ↑  Лист цитується у виданні: Сатина С., Записка о Рахманинове. В сб.: "Воспоминания о Рахманинове" (изд. 5-е), т. I, 1988, с. 42.
13. ↑  Двоюрідний брат Ксенії Держинської та Миколи Вілінського, див. Елегія про Миколу Вілінського http://www.day.kiev.ua/200537/ [Архівовано 20 березня 2012 у Wayback Machine.]
14. ↑  У деяких джерелах міститься неправдива інформація стосовно того, що ця подія мала місце 1 листопада 1918. Спираємось на спогади С. А. Сатіної
15. ↑  Seroff, Victor Ilyitch (1950). Rachmaninoff: A Biography. Simon & Schuster. ISBN 978-0-836-98034-9 (англ.)
16. ↑  За спогадами Є. І. Сомова, С. Рахманінов слухав радіотрансляцію знаменитої 7-ї симфонії Д. Шостаковича, однак утримався від будь-яких коментарів.
17. ↑  Mayne, Basil (October 1936). Conversations with Rachmaninoff. Musical Opinion. 60: 14—15.
18. ↑  Vladimir Horowitz: The Last Romantic (1985)  [Архівовано 26 січня 2019 у Wayback Machine.] 56:44 за таймінгом
19. ↑  Аріозо Ланчотто: З опери «Франческа да Риміні» /Пер. Б.Тена. — К.: Книгоспілка, [Б.р]. — 3 с. — (Вок. б-ка).
20. ↑  Весняні води. Архів оригіналу за 12 червня 2018. Процитовано 9 червня 2018.
21. ↑  Юрій Отрошенко. П'єси і переклади співаної поезії — К. : «Арт Економі» — 2012 — 388 с.
22. ↑  Сергій Рахманінов, Під брамою, де храм святий (М. Лермонтов). Архів оригіналу за 2 серпня 2018. Процитовано 2 серпня 2018.
23. ↑  Сергій Рахманінов, Смеркалось (О. Толстой). Архів оригіналу за 2 серпня 2018. Процитовано 2 серпня 2018.
24. ↑  Сергій Рахманінов, Чекаю я (М. Давидова). Архів оригіналу за 2 серпня 2018. Процитовано 2 серпня 2018.
25. ↑  Сергій Рахманінов, Христос Воскрес (Д. Мережковський). Архів оригіналу за 12 червня 2018. Процитовано 9 червня 2018.
26. ↑  Сергій Рахманінов, Я нічого тобі не скажу (А. Фет). Архів оригіналу за 2 серпня 2018. Процитовано 2 серпня 2018.